# Adoretus murinus
Adoretus murinus är en skalbaggsart som beskrevs av Hermann Burmeister 1844. Adoretus murinus ingår i släktet Adoretus och familjen Rutelidae. Inga underarter finns listade i Catalogue of Life.